# Ursus (Warschau)
Ursus is het meest westelijke stadsdeel van Warschau, de hoofdstad van Polen. Het stadsdeel heeft de eer het laagste percentage criminaliteit van Warschau te hebben.

## Wijken
- Czechowice
- Gołąbki
- Niedźwiadek

- Skorosze
- Szamoty

Bemowo · Białołęka · Bielany · Mokotów · Ochota · Praga · Rembertów · Śródmieście ·
Targówek · Ursus · Ursynów · Wawer · Wesoła · Wilanów · Włochy · Wola · Żoliborz